# Zoneplanen
Zoneplanen eller Zoneplan 1962 var et dokument udarbejdet af Landsplanudvalget i 1962 med henblik på at danne sig et samtidigt overblik over fordelingen af arealanvendelsesinteresserne.

## Baggrund og lovgrundlag
Baggrunden for Zoneplanen var erkendelsen af, at der i begyndelsen af 1960-erne skete en stigende byudviklingsvirksomhed i Danmark. Dette afspejlede sig i oprettelsen af byudviklingsudvalg, der forestod den daværende byudviklingsplanlægning med henblik på at sikre byernes vækstmuligheder uden, at dette måtte gå ud over landskabelige interesser (landbrug, friluftsliv, naturfredning). I et forsøg på at danne sig et overblik over byudviklingsmuligheder og deres virkninger nedsattes derfor et udvalg af sagkyndige, der skulle søge at samle trådene. Zoneplanen blev et af de få bud herpå, og de sagkyndiges udspil blev aldrig fulgt op politisk. Først i 1974 toges der atter skridt til at danne sig et landsoverblik over ulige arealinteresser, deres muligheder for samspil og mulige interessekonflikter; dette skete i dokumentet "Arealplanlægning – status og problemstillinger" og langt mere omfattende end tilfældet var i Zoneplanen. I det nye udspil henvises til Zoneplanen men uden, at gøres nogen brug af dens indstillinger. I de godt ti år, der var gået, var både viden om og indsigt i landsplanproblemer vokset langt ud over, hvad der havde været grundlaget ved Zoneplanens udarbejdelse.

## Zoneplanens indhold
Zoneplanen bestod af et zonekort, der med ulige farver angav arealer med ulige arealinteresser:
- Zone 1: by- og industriudviklingsområder,
- Zone 2: interesseområder for by- og industriudvikling,
- Zone 3: interesseområder for sommerhusbebyggelse og fredning,
- Zone 4: rene landbrugsområder[2].

## Gyldighed
Zoneplanen havde ingen juridisk gyldighed og fik aldrig retskraft på samme måde som de samtidige byudviklingsplaner og fredningsplaner gjorde det.
I et forsøg på at give udspillet en vis vægt, blev det udsendt til udtalelse hos landets kommuner, hvilket gav anledning til en række udtalelser, som offentliggjordes. Men derefter skete der ikke videre i spørgsmålet, og landsplanudvalget flyttede i stedet sin opmærksomhed dels til spørgsmålet om skabelse af en "Trekantby" Kolding-Vejle-Fredericia (hvilket man påviste ville give anledning til store og i virkeligheden uløselige vanskeligheder), dels planerne om en reform af den amtskommunale inddeling, der gav anledning til 4 skitser, hvoraf inddelingsskitse 3 har ligheder med amtsreformen i 1970, mens inddelingsskitse 4 har ligheder med regiondannelserne i 2007. Men zoneplanarbejdet stod i stampe.

## Betydning
Zoneplanen fik aldrig noget praktisk betydning for byplanarbejde og virkede ej heller som påviselig inspiration for nogen anden planlægningsvirksomhed. Medvirkende hertil var formentlig dels, at landsplanudvalgets medlemmer ikke kunne blive enige om at formulere en fælles vision om fremtiden men tværtimod ofte hver for sig kørte sololøb (dette gjaldt især Erik Kaufmann og Johannes Humlum), dels at de daværende ministerier, som skulle have givet oplysninger til landsplanarbejdet, endnu ikke evnede dette ansvar.
Sådan skulle det i hvert fald ikke gøres!